# Яр «Карпів яр»
Яр «Карпів Яр» (рум. Râpa „Carpov Iar”) — пам'ятка природи геологічного або палеонтологічного типу в Окницькому районі Молдови. Знаходиться на захід від села Наславча, на лівій стороні русла річки Кисереу, бл. 2 км від її гирла (лісовий обхід Окниця, Наславча, ділянка 3, підділянки 3, 22, 23). Має площу 18 га відповідно до Закону про заповідні території або 18,5 га згідно з останніми вимірюваннями. Об'єкт знаходиться в управлінні Державного лісогосподарського підприємства Єдинец.

## Історія
Перша наукова вказівка на цю пам'ятку природи була зроблена молдовським геологом Йоном Суховим у 1947 році.

## Опис
На цій ділянці виявлено кілька шарів геологічних відкладень, зазначених у таблиці «Геологічний профіль». Крім численних викопних останків доісторичної флори і фауни, були також знайдені згадки кам'яної доби.

### Геологічний профіль
Літостратиграфічна структура така, хронологічний порядок організований знизу вгору: 
| Геологічний період | №                                                     | Назва, опис | Товщина (м) |
| ------------------ | ----------------------------------------------------- | --- | ----------- |
| неоген             | 8                                                     | оолітові вапняки, в розрізі заміщені вапняними пісками і черепашковими вапняками | 9           |
| неоген             | 7                                                     | морські піски | 1.5         |
| неоген             | 6                                                     | шаруваті глинисті сланці, сірий колір яких змінюється в залежності від пори року від світлих до темних відтінків; тут добували відбитки флори, риб, комах тощо. волинського віку           | 11.5        |
| неоген             | 5                                                     | базальні сарматські (волинські) річкові піски | 0,3-1       |
| неоген             | 4                                                     | компактний кремінь невизначеного віку (різні автори відносять його до неогену або крейди)                                                                                                  | 9           |
| крейдяний          | 4                                                     | компактний кремінь невизначеного віку (різні автори відносять його до неогену або крейди)                                                                                                  | 9           |
| 3                  | мергелисті вапняки сеноманського віку (верхня крейда) | прибл. 50 |             |
| вендський          | 2                                                     | Соколені пісковики, строкаті за кольором | 7           |
| вендський          | 1                                                     | каліусська формація, представлена чорними, темно-сірими, деякими зеленувато-чорними аргілітами; бітумна і містить до 15 фосфоритних конкрецій см в діаметрі; відносять до середнього венду | 20          |

## Охоронний статус
Постановою Ради Міністрів Молдавської РСР від 13.03.1962 р. № 111 об'єкт взято під охорону держави. Охоронний статус знову підтверджено Постановою Ради Міністрів Молдавської РСР від 8 січня 1975 р. № 5 та Законом № 1538 від 25 лютого 1998 року про фонд природних територій, що охороняються державою. Землевласником пам’ятки природи є Єдинецьке державне лісове господарство.
Яр представляє науковий інтерес міжнародного значення з точки зору геологічного картографування та стратиграфічного вивчення осадових утворень Східноєвропейської платформи. Це місце, багате на палеонтологічний, палеоботанічний та археологічний матеріал. 
За ситуацією станом на 2016 рік рекомендується організувати більш детальні дослідження та включити територію в туристичні маршрути, щоб максимально використати науковий та туристичний потенціал.

## Галерея зображень

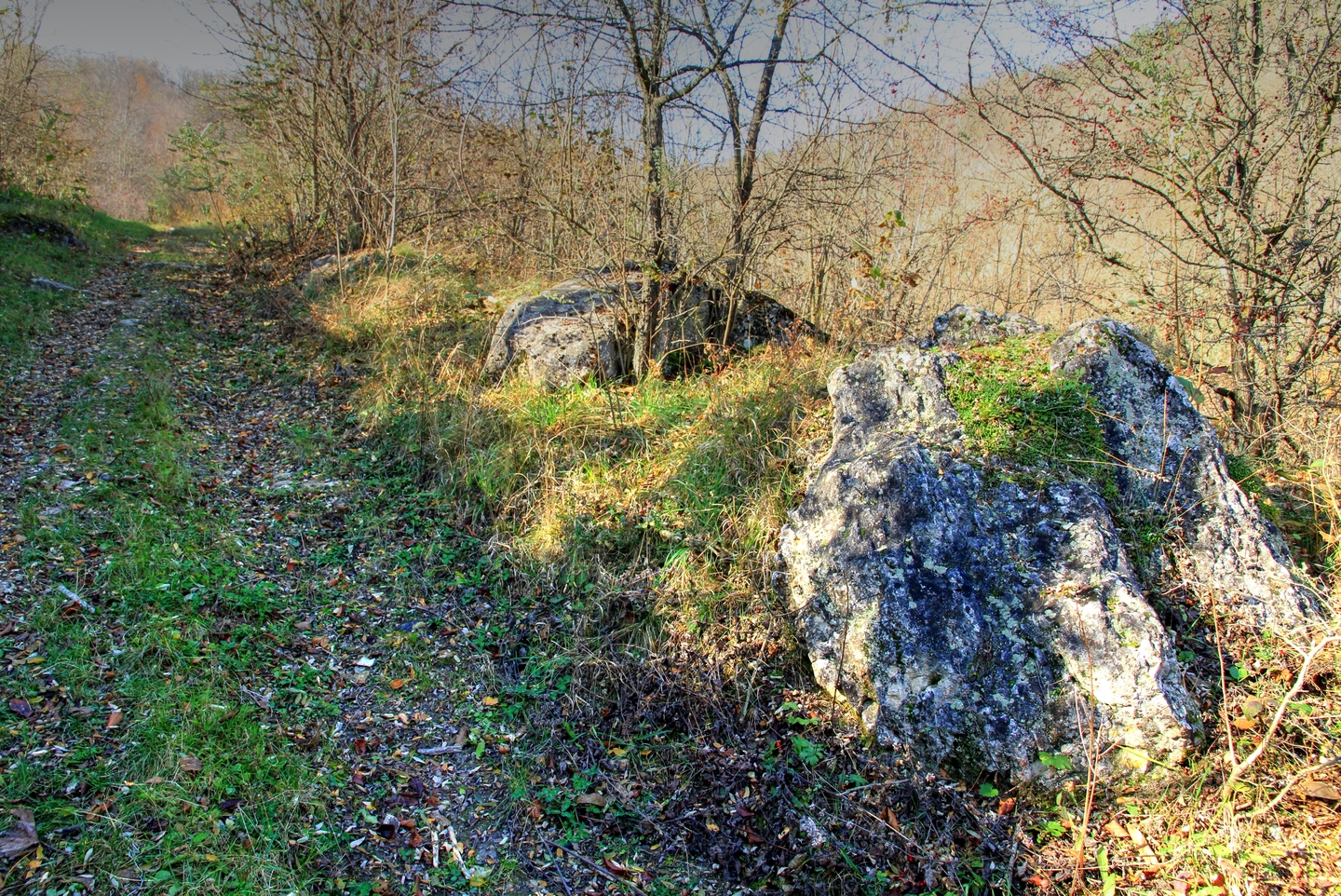
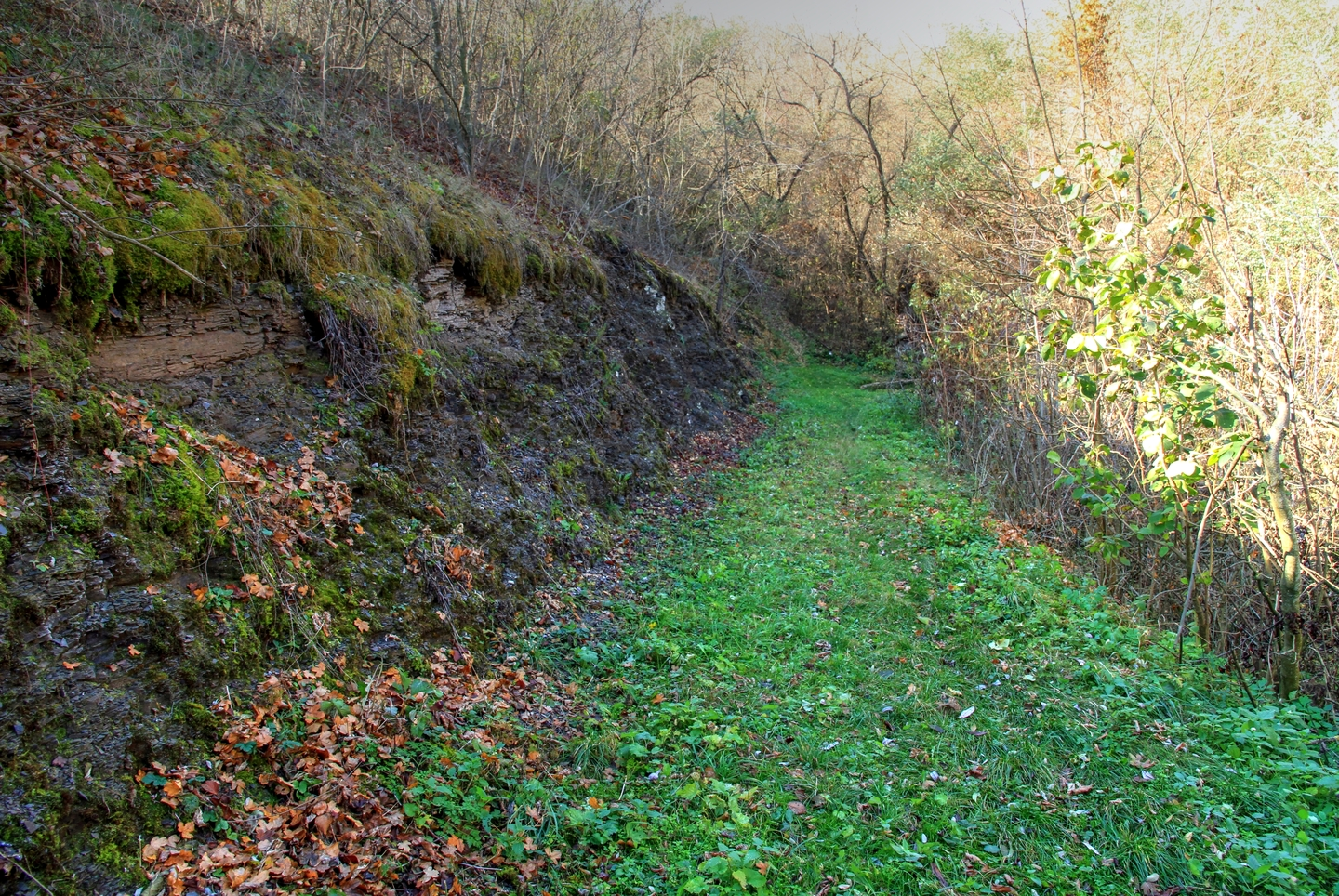
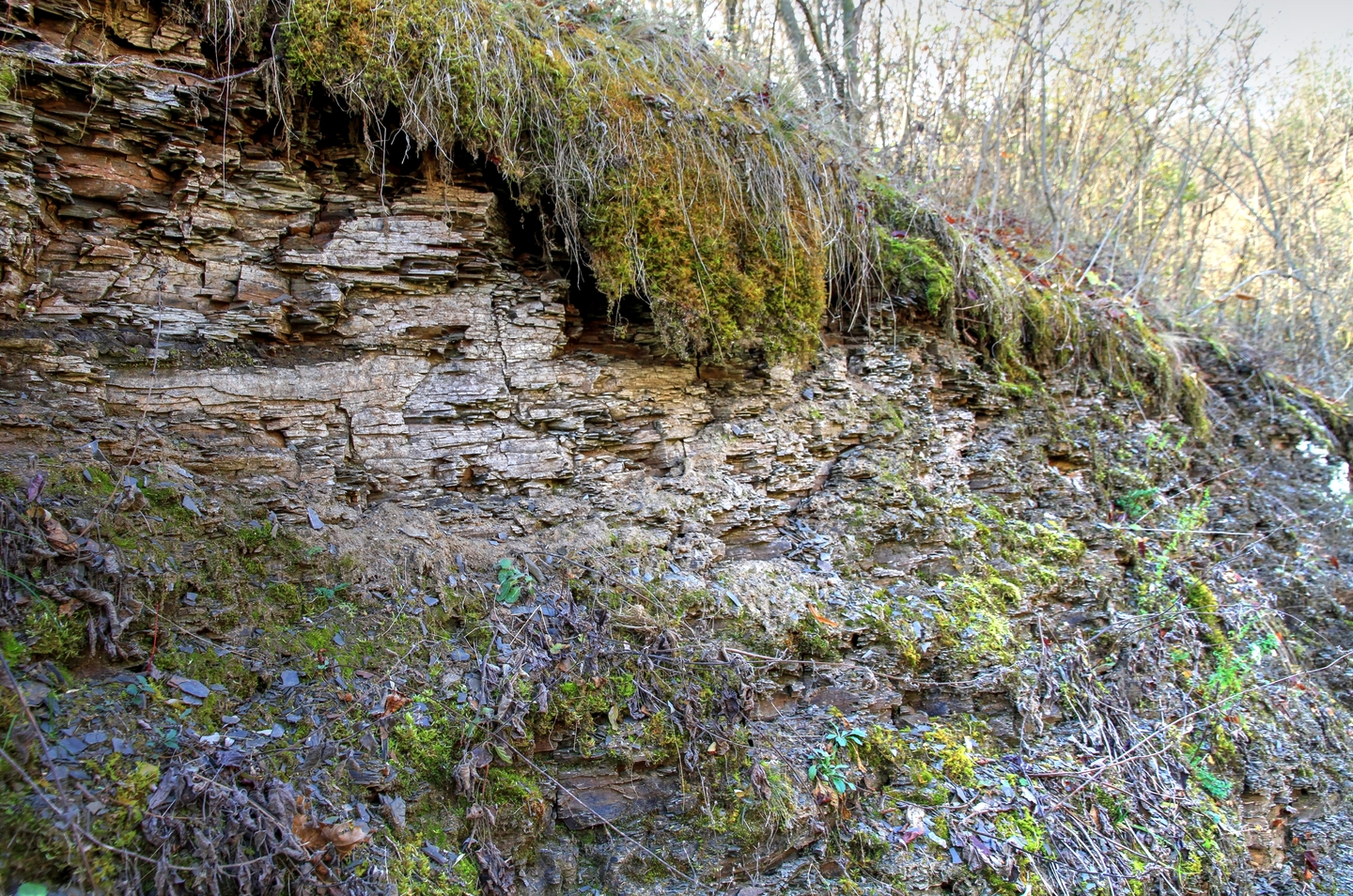
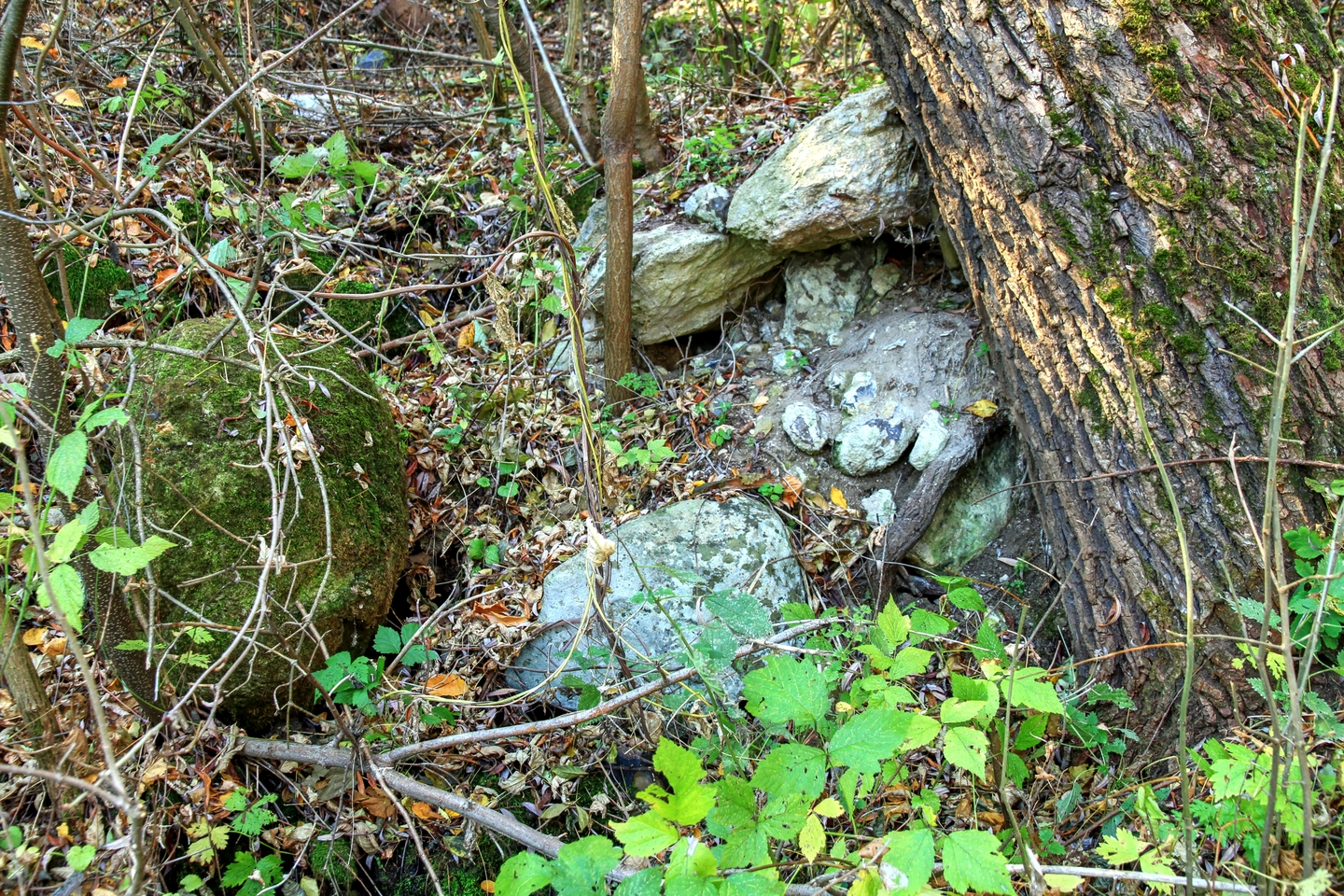
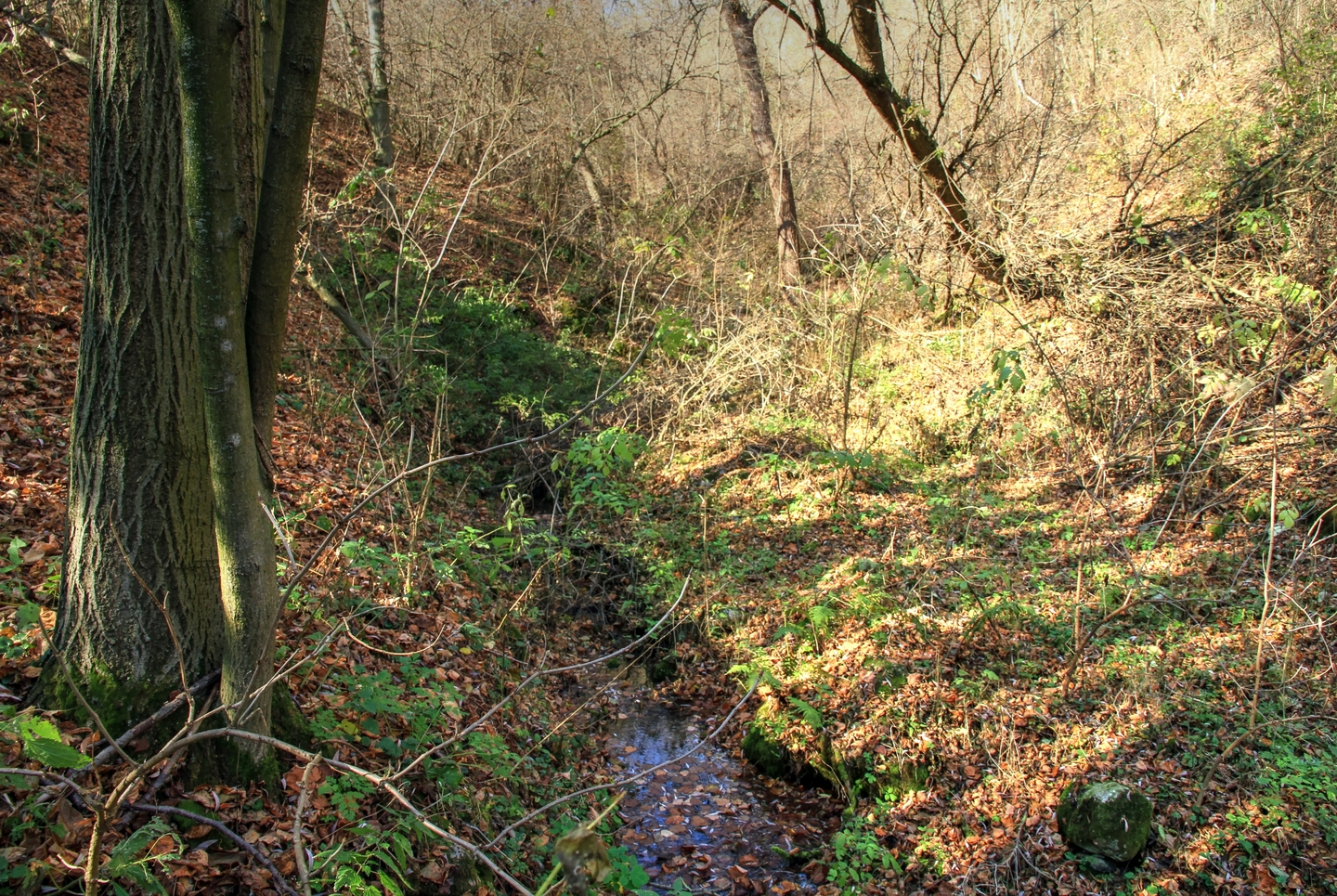
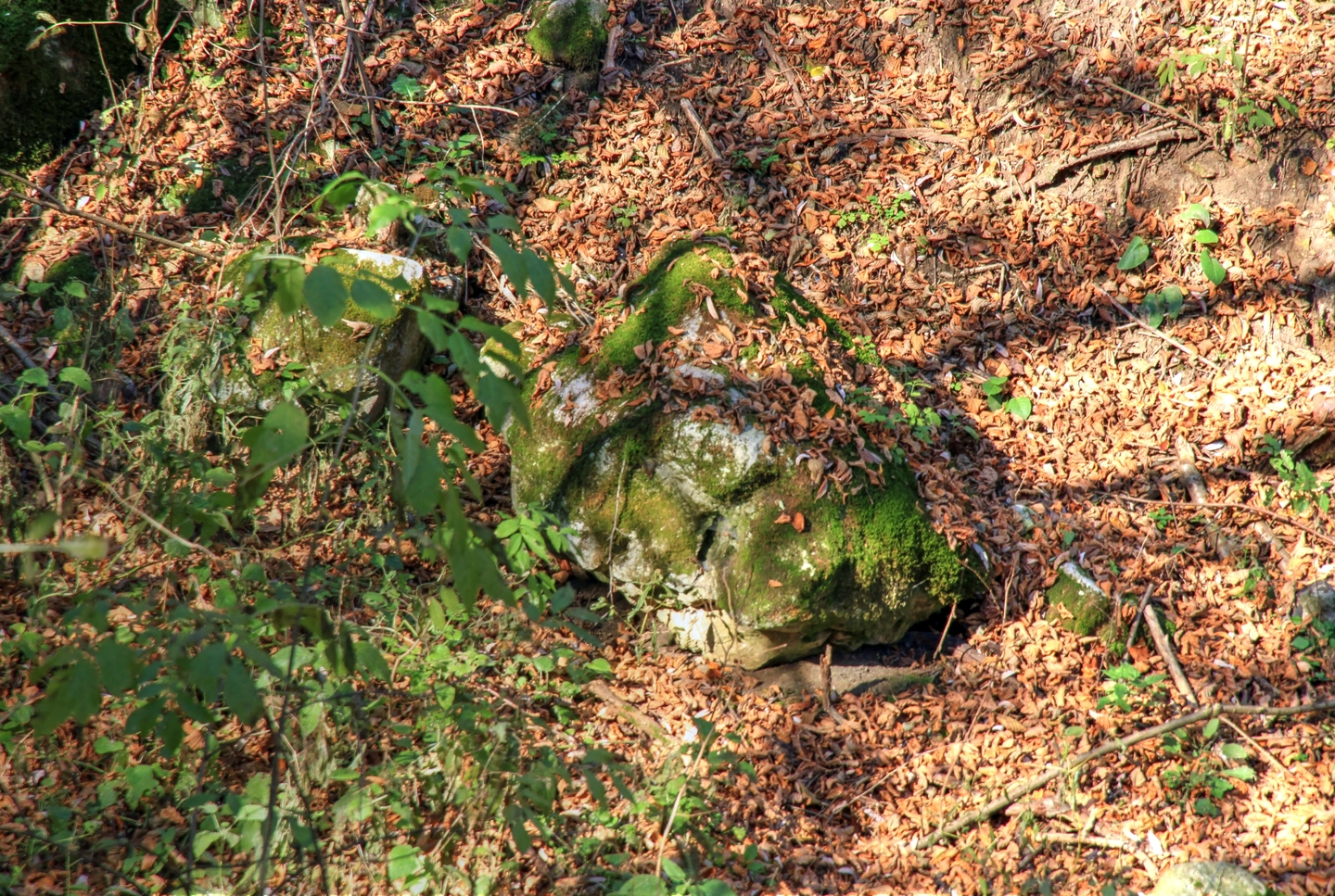
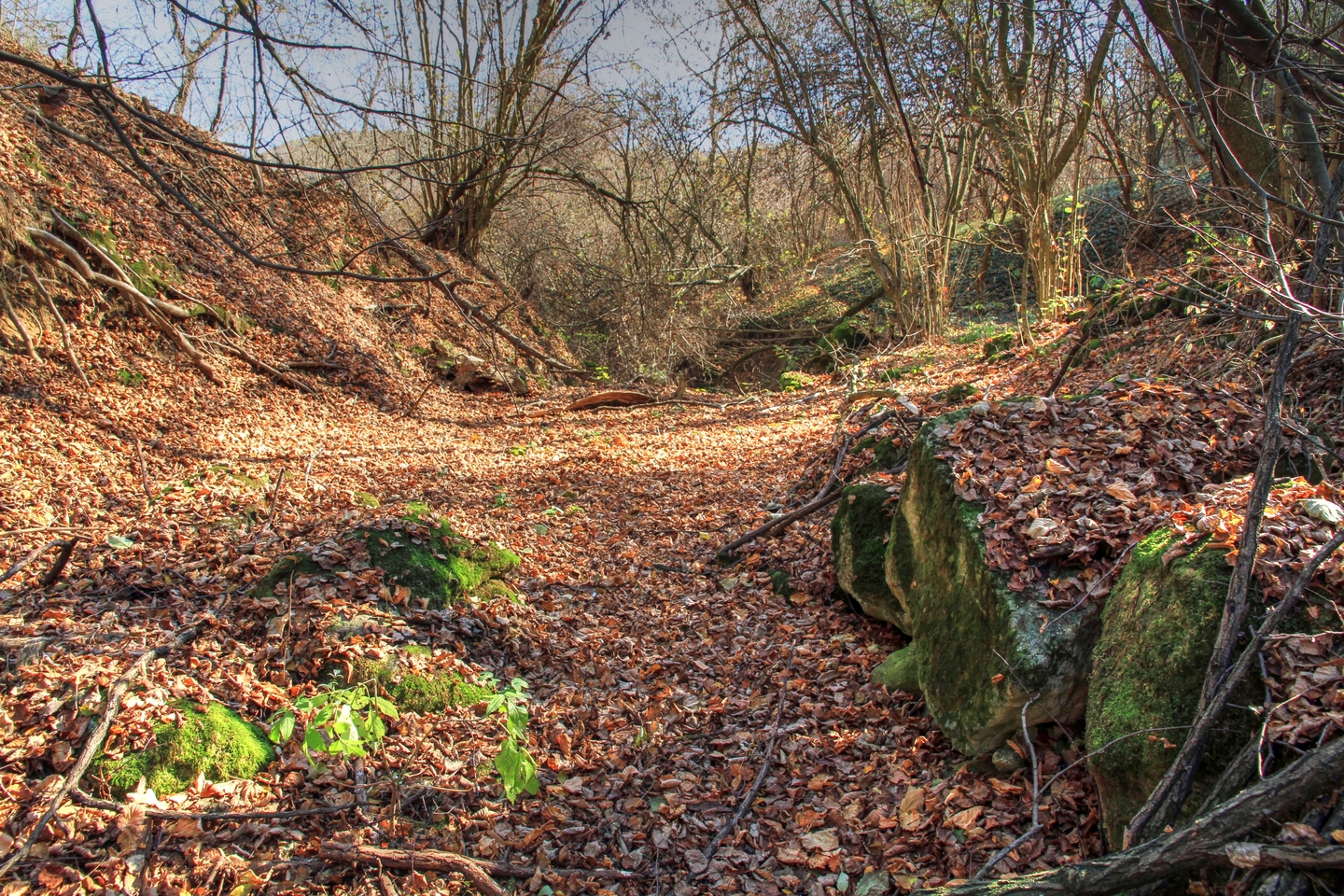
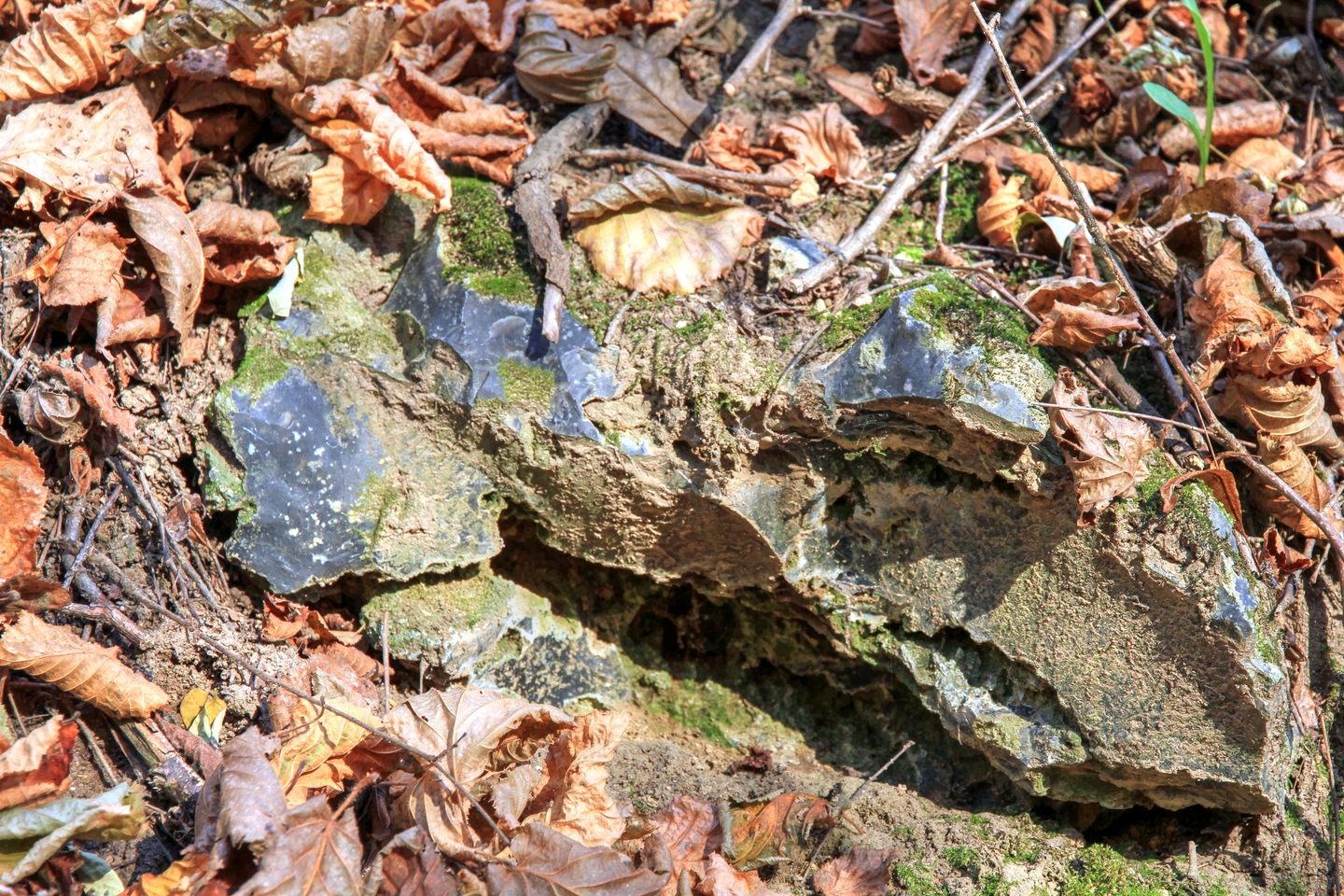